# SBT Central
SBT Central é uma emissora de televisão brasileira sediada em Jaú, cidade do estado de São Paulo. Opera no canal 12 (24 UHF digital) e é uma emissora própria do SBT. Transmite a programação da emissora para o Centro-Oeste Paulista, incluindo cidades importantes como Marília, Bauru, Araraquara, São Carlos, entre outras.

## Sinal digital
| Canal virtual | Canal digital | Resolução de tela | Programação                                |
| ------------- | ------------- | ----------------- | ------------------------------------------ |
| 12.1          | 24 UHF        | 1080i             | Programação principal do SBT Central / SBT |

A emissora iniciou sua transmissões digitais em 19 de novembro de 2014, através do canal 24 UHF para Jaú e áreas próximas. Na mesma data, sua programação local passou a ser produzida em alta definição.
Transição para o sinal digital
Com base no decreto federal de transição das emissoras de TV brasileiras do sinal analógico para o digital, o SBT Central, bem como as outras emissoras de Jaú, cessou suas transmissões pelo canal 12 VHF no dia 12 de dezembro de 2018, seguindo o cronograma oficial da ANATEL.

## Retransmissoras[2]
- Agudos - 13.1 HD digital
- Álvaro de Carvalho - 24.1 HD digital
- Américo Brasiliense - 24.1 HD digital
- Araraquara - 24.1 HD digital
- Arco-Íris - 24.1 HD digital
- Areiopolis - 12.1 HD digital
- Assis - 24.1 HD digital
- Avaí - 13.1 HD digital
- Avanhandava - 23.1 HD digital
- Avaré - 12.1 HD digital
- Bariri - 12.1 HD digital
- Barra Bonita - 38.1 HD digital
- Bauru - 23.1 HD digital
- Batatais - 11.1 HD digital
- Boa Esperança do Sul - 12.1 HD digital
- Botucatu - 23.1 HD digital
- Borborema - 12.1 HD digital
- Brotas - 38.1 HD digital
- Cafelândia - 23.1 HD digital
- Cândido Mota - 12.1 HD digital
- Canitar - 24.1 HD digital
- Cerqueira César - 24.1 HD digital
- Dois Córregos - 38.1 HD digital
- Duartina - 38.1 HD digital
- Echaporã - 12.1 HD digital
- Florínea - 12.1 HD digital
- Gália - 12.1 HD digital
- Garça - 24.1 HD digital
- Getulina - 8.1 HD digital
- Guaiçara - 23.1 HD digital
- Ibaté - 24.1 HD digital
- Ibitinga - 24.1 HD digital
- Igaraçu do Tietê - 38.1 HD digital
- Itaí - 24.1 HD digital
- Itatinga - 12.1 HD digital
- Lençóis Paulista - 38.1 HD digital
- Lins - 23.1 HD digital
- Macatuba - 12.1 HD digital
- Maracaí - 24.1 HD digital
- Marília - 24.1 HD digital
- Matão - 12.1 HD digital
- Nova Europa - 24.1 HD digital
- Novo Horizonte - 12.1 HD digital
- Ocauçu - 24.1 HD digital
- Oriente - 24.1 HD digital
- Ourinhos - 12.1 HD digital
- Panorama - 33.1 HD digital
- Paraguaçu Paulista - 24.1 HD digital
- Paranapanema - 39.1 HD digital
- Pederneiras - 12.1 HD digital
- Pedrinhas Paulista - 24.1 HD digital
- Piraju - 24.1 HD digital
- Pirajuí - 12.1 HD digital
- Piratininga - 13.1 HD digital
- Promissão - 23.1 HD digital
- Rinópolis - 24.1 HD digital
- Santa Cruz do Rio Pardo - 38.1 HD digital
- Santa Lúcia - 24.1 HD digital
- Santa Maria da Serra - 23.1 HD digital
- São Carlos - 7.1 HD digital
- São Manuel - 23.1 HD digital
- Taquarituba - 24.1 HD digital
- Tarumã - 24.1 HD digital
- Tupã - 24.1 HD digital
- Vera Cruz - 24.1 HD digital